# Radiochirurgia
La radiochirurgia è un intervento chirurgico che utilizza la radiazione, ovvero la distruzione di aree di tessuto selezionate con precisione utilizzando la radiazione ionizzante anziché l'escissione con una lama. Come altre forme di radioterapia, viene solitamente utilizzata per trattare il cancro. La radiochirurgia fu originariamente definita dal neurochirurgo svedese Lars Leksell come "una singola frazione di radiazioni ad alta dose, diretta stereotatticamente verso una regione di interesse intracranica".
Nella radiochirurgia stereotassica (SRS), la parola "stereotassica" si riferisce a un sistema di coordinate tridimensionali che consente una correlazione accurata di un bersaglio virtuale visto nelle immagini diagnostiche del paziente con la posizione effettiva del bersaglio nel paziente. La radiochirurgia stereotassica può anche essere chiamata radioterapia stereotassica corporea (SBRT) o radioterapia ablativa stereotassica (SABR) se utilizzata al di fuori del sistema nervoso centrale (SNC).

## Storia
La radiochirurgia stereotassica fu sviluppata per la prima volta nel 1949 dal neurochirurgo svedese Lars Leksell per trattare piccoli bersagli nel cervello che non erano suscettibili alla chirurgia convenzionale. Lo strumento stereotassico iniziale da lui concepito utilizzava sonde ed elettrodi. Il primo tentativo di soppiantare gli elettrodi con radiazioni fu fatto nei primi anni cinquanta, con i raggi X. Il principio di questo strumento era di colpire la massa intra-cranica con stretti fasci di radiazioni da più direzioni. I percorsi del fascio convergevano sulla massa target, fornendo una dose cumulativa letale di radiazioni, limitando la dose al tessuto sano adiacente. Dieci anni dopo sono stati compiuti progressi significativi, grazie in gran parte al contributo dei fisici Kurt Liden e Börje Larsson. In quel momento, i raggi stereotassici di protoni avevano sostituito i raggi X. Il fascio di particelle pesanti si presentava come un eccellente sostituto del coltello chirurgico, ma il sincrociclotrone era troppo goffo. Leksell ha proceduto allo sviluppo di uno strumento pratico, compatto, preciso e semplice che poteva essere gestito dal chirurgo stesso. Nel 1968 questo ha portato alla nascita del Gamma Knife, che è stato installato presso il Karolinska Institute e consisteva in diverse fonti radioattive di cobalto-60 collocate in una specie di casco con canali centrali per l'irradiazione con raggi gamma. Questo prototipo è stato progettato per produrre lesioni da radiazioni simili a fessure per procedure neurochirurgiche funzionali per il trattamento del dolore, dei disturbi del movimento o dei disturbi comportamentali che non rispondevano al trattamento convenzionale. Il successo di questa prima unità portò alla costruzione di un secondo dispositivo, contenente 179 fonti di cobalto-60. Questa seconda unità Gamma Knife è stata progettata per produrre lesioni sferiche per il trattamento di tumori cerebrali e malformazioni artero-venose intracraniche (AVM). Altre unità furono sviluppate e utilizzate negli anni '80 tutte con 201 fonti di cobalto-60.
Parallelamente a questi sviluppi, è stato progettato un approccio simile per un acceleratore di particelle lineare o Linac. Installazione dei primi 4 acceleratori lineari clinici MeV iniziò nel giugno del 1952 presso l'Unità di ricerca radioterapica del Medical Research Council (MRC) presso l'Hammersmith Hospital di Londra. Il sistema iniziò a trattare i pazienti il 7 settembre di quell'anno. Nel frattempo, i lavori dello Stanford Microwave Laboratory portarono allo sviluppo di un acceleratore a 6 MV, che fu installato presso lo Stanford University Hospital, in California, nel 1956. Le unità Linac divennero rapidamente dispositivi preferiti per la radioterapia frazionata convenzionale, ma durarono fino agli anni '80 prima che la radiochirurgia Linac dedicata diventasse realtà. Nel 1982, il neurochirurgo spagnolo J. Barcia-Salorio iniziò a valutare il ruolo della radiochirurgia di fotoni generata da cobalto e quindi basata su Linac per il trattamento degli AVM e dell'epilessia. Nel 1984, Betti e Derechinsky descrissero un sistema radiochirurgico basato su Linac. Winston e Lutz hanno sviluppato ulteriormente le tecnologie di prototipo radiochirurgico basate su Linac incorporando un dispositivo di posizionamento stereotassico migliorato e un metodo per misurare la precisione di vari componenti. Usando un Linac modificato, la prima paziente negli Stati Uniti fu curata al Brigham and Women's Hospital di Boston nel febbraio 1986.

### XXI secolo
I miglioramenti tecnologici nell'imaging medico e nell'informatica hanno portato ad una maggiore adozione clinica della radiochirurgia stereotassica e hanno ampliato la sua portata nel XXI secolo. L'accuratezza e la precisione della localizzazione implicite nella parola "stereotassica" rimangono della massima importanza per gli interventi di radiochirurgia.
Oggi, entrambi i programmi di radiochirurgia Gamma Knife e Linac sono disponibili in commercio in tutto il mondo. Mentre il Gamma Knife è dedicato alla radiochirurgia, molti Linac sono costruiti per la radioterapia frazionata convenzionale e richiedono ulteriore tecnologia e competenza per diventare strumenti di radiochirurgia dedicati. Non c'è una chiara differenza nell'efficacia tra questi diversi approcci. I principali produttori, Varian ed Elekta offrono prodotti dedicati Linac per la radiochirurgia e macchine progettate per il trattamento convenzionale con capacità di radiochirurgia. Sono in vendita sistemi progettati per integrare Linac convenzionali con tecnologia di beamforming, pianificazione del trattamento e strumenti di guida delle immagini. Un esempio di una radiochirurgia dedicata Linac è il CyberKnife, un Linac compatto montato su un braccio robotico che si muove attorno al paziente e irradia il tumore da una vasta serie di posizioni fisse, imitando così il concetto di Gamma Knife.

## Applicazioni cliniche
Se utilizzato al di fuori del sistema nervoso centrale, può essere chiamato radioterapia corporea stereotassica (SBRT) o radioterapia ablativa stereotassica (SABR).

### Meccanismo di azione

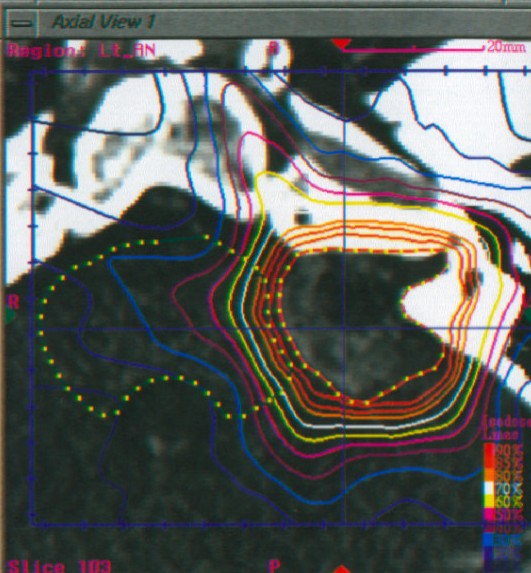
Pianificazione della TAC con contrasto IV in un paziente con schwannoma vestibolare ad angolo cerebellopontino sinistro

Il principio fondamentale della radiochirurgia è quello della ionizzazione selettiva dei tessuti, mediante fasci di radiazioni ad alta energia. La ionizzazione è la produzione di ioni e radicali liberi che danneggiano le cellule. Questi ioni e radicali, che possono formarsi dall'acqua nella cellula o da materiali biologici, possono produrre danni irreparabili a DNA, proteine e lipidi, provocando la morte della cellula. Pertanto, l'inattivazione biologica viene effettuata in un volume di tessuto da trattare, con un preciso effetto distruttivo. La dose di radiazioni viene solitamente misurata in gray (un gray (Gy) è l'assorbimento di un joule di energia per chilogrammo di massa). Un'unità che tenta di prendere in considerazione sia i diversi organi irradiati sia il tipo di radiazione è il sievert, un'unità che descrive sia la quantità di energia depositata che l'efficacia biologica.

### Rischi
Nel dicembre 2010, il New York Times ha riferito il verificarsi di casi di sovradosaggio di radiazioni, dovuto in gran parte a inadeguate protezioni nelle apparecchiature adattate per la radiochirurgia stereotassica. Negli Stati Uniti la Food and Drug Administration (FDA) regola questi dispositivi, mentre il Gamma Knife è regolato dalla Nuclear Regulatory Commission . L'articolo del NYT si concentrava su apparecchiature Varian e software associato, ma è probabile che il problema non si limiti a quel produttore.
Questa è la prova che l'immunoterapia può essere utile per il trattamento della necrosi da radiazioni in seguito alla radioterapia stereotassica.

## Tipi di sorgenti di radiazioni
La selezione del giusto tipo di radiazione e dispositivo dipende da molti fattori tra cui il tipo, la dimensione e la posizione della lesione in relazione alle strutture critiche. I dati suggeriscono che risultati clinici simili sono possibili con tutte le varie tecniche. Più importanti del dispositivo utilizzato sono le questioni riguardanti le indicazioni per il trattamento, la dose totale erogata, il programma di frazionamento e la conformità del piano di trattamento.